# Sétif
Sétif (arabsko سطيف) je glavno mesto province Sétif in 5. najbolj naseljeno mesto v Alžiriji, z ocenjeno populacijo 410.000 prebivalcev leta 2015 na območju več kot 127 km². Je eno najpomembnejših mest vzhodne Alžirije in države kot celote, saj velja za trgovsko prestolnico države in industrijski steber s 3 industrijskimi conami znotraj meja mesta.
Je ožje mesto na vzhodni strani Alžirije, 270 kilometrov vzhodno od Alžira, 131 km zahodno od Constantina, v regiji Hauts Plateaux južno od Béjaie in Jijela. Mesto leži na nadmorski višini 1100 metrov.
Mesto je bilo del feničanskega imperija, nato pa je postalo del starodavnega berberskega kraljestva Numidije, glavnega mesta Mauretania Sitifensis pod vladavino Rimskega cesarstva. Postalo je mesto islamskega sveta, potem ko je med muslimanskim osvajanjem Magreba postalo muslimansko.
Mesto je bilo izhodišče protestov in pokola 8. maja 1945, ki je bil ključen dejavnik za začetek alžirske vojne.

## Etimologija
Sétif je bil pred rimsko vladavino numidijski. Ime Sétif izhaja iz latinskega Sitifis, ki je vzeto iz berberske besede Zdif, kar pomeni 'črna dežela', ki se nanaša na rodovitnost njenih dežel.

## Zgodovina

### Prazgodovina
Prazgodovina Sétifa se začne s prvimi sledovi človeške okupacije, pred približno 2,4 milijona let, in konča s prvimi kartažanskimi besedili, v 1. tisočletju pr. n. št.
Najdišče Aïn El Ahnech v Guelta Zerki vključuje več najdišč, ki so prinesla zelo starodavne litične ostanke tipa Oldoway, vendar brez povezanih človeških fosilov. Najdišče Aïn Boucherit je leta 2018 odkrilo ostanke litijske industrije (izklesano kamnito orodje), datirane med 1,9 in 2,4 milijona let. 29. novembra 2018 je revija Science objavila datacijo najdišča s štirimi potrditvenimi metodami: negativna geomagnetna polarnost, sporočena kroni Matuyama, datiranje ESR, biokronologija (združbe fosilnih vrst) in stopnja sedimentacije. Aïn Boucherit bi lahko bil tretje najstarejše afriško najdišče za Lomekwi 3 v Keniji (3,3 milijona) in Kada Gona v Etiopiji (2,55 milijona). Prazgodovinsko najdišče Ain El Ahnech je nekaj kilometrov vzhodno od mesta, starost litičnih ostankov pa je po arheomagnetizmu ocenjena na približno 2,4 milijona let. To je starodavno jezero v občini Guelta Zerka. Najdišče je leta 1947 odkril francoski paleoantropolog Camille Arambourg (1885-1969) med paleontološkimi raziskavami celinskih usedlin v regiji Setif. 29. novembra 2018 je bilo objavljeno odkritje orodij, starih 2,4 milijona let, zaradi česar je bilo to mesto v času odkritja zibelka človeštva pred Tanzanijo. Profesor Mohamed Sahnouni to odkritje potrjuje.

### Starodavna zgodovina

#### Numidija
Mesto numidijskega izvora je bilo leta 225 pr. n. št. del kraljestva Masesili. Veljal je tudi za glavno mesto, preden je Juba II. dal prednost Cherchelu.
V bližini Sétifa je Jugurta leta 105 pr. n. št. opravil pohod in izgubil proti Mariju. Ker ga je Marij premagal, so ga odpeljali v Rim, kjer so ga usmrtili v zaporu Tullianum. Ostankov tega obdobja niso našli. Mesto je bilo pod numidijskimi kralji majhno.

#### Rimsko obdobje
Bilo je sestavni del rimske province Cezarejska Mavretanija, ki je postala Setifijska Mavretanija. Ko je bil Jugurta izročen, je Sitifis postal del kraljestva Mavretanije, ki so ga zaporedoma pripisovali Bochu, nato Bokuri, Jubu II. in končno Ptolemaju Mavretanskemu, ki je bil umorjen v Lugdunumu (sodobni Lyon) na Kaligulovo pobudo.
Zaradi svojega strateškega položaja je Sitifis zanimal Nervo, ki je tam od leta 96 n. št. postavil kolonijo za veterane Colonia Nerviana Augusta Martialis Veteranorum Sitifensium. Čeprav niso znane nobene stavbe iz tega obdobja, se zdi, da so na pokopališču, ki so ga izkopali v 1960-ih, vsebovale grobnice iz zgodnje kolonije. Klavdij I. je Mavretanijo zmanjšal v rimsko provinco, jo razdelil na dvoje in Setif priključil novi Cezarejski Mavretaniji, glavnemu mestu Caesarea (Cherchel). Leta 290 je Sétif postal glavno mesto Mauretania Sitifensis (današnja vzhodna Alžirija), ki je bila ločena od Mauretania Caesariensis. Nova provinca je bila takrat pod afriško škofijo, sama pa pod prefekturo Italije.

#### Mauretania Sitifensis
V kasnejši delitvi Rimskega cesarstva pod cesarjem Dioklecijanom je bil vzhodni del Mauretania Caesariensis, od Saldae do reke Ampsaga, razdeljen na novo provinco in imenovan Mauretania Sitifensis po mestu Setifis (Sétif v sodobni Alžiriji).
V času Konstantina Velikega je bila Mavretanija Sitifensis dodeljena upravni škofiji Afrike pod pretorsko prefekturo Italije. Nova provinca je imela velik gospodarski razvoj v 4. stoletju, vse do osvojitve Vandalov. V tej provinci je krščanska denominacija, znana kot donatizem, izpodbijala rimsko cerkev (ki je bila glavna lokalna vera po Konstantinu), medtem ko je bil Setifis središče mitraizma.
Po padcu Zahodnega rimskega cesarstva so bila nekatera območja Mavretanije Sitifensis pod vandalskim in pozneje bizantinskim nadzorom, vendar so večini province (do 578 n. št.) vladala berberska kraljestva, kot je kraljestvo Altava. Samo obalno območje okoli Saldae in Setifisa je ostalo popolnoma romanizirano.
Bizantinski cesar Mavricij je leta 585 n. št. ustanovil provinco Mauretania Prima in izbrisal staro Mauretania Sitifensis. Dejansko je cesar Mavricij tistega leta ustanovil urad eksarha, ki je združeval vrhovno civilno oblast pretorijanskega prefekta in vojaško oblast magister militum ter užival precejšnjo avtonomijo od Konstantinopla. Ustanovljena sta bila dva eksarhata, eden v Taliji s sedežem v Raveni (zato znan kot Ravenski eksarhat) in eden v Afriki s sedežem v Kartagini in je vključeval vse cesarske posesti v zahodnem Sredozemlju. Prvi afriški eksarh je bil Patricij Gennadij: leta 578 je bil imenovan za magister militum Africae in je hitro porazil rimsko-mavrsko kraljestvo Garmul v Mavretaniji, ki je razširilo ozemlje Mauretania Sitifensis. Med spremembami provinc, ki jih je izvedel cesar Mavricij, sta bili Mauretania Caesariensis in Mauretania Sitifensis ponovno združeni v provinci Mauretania Prima.
Mauretania Sitifensis je imela prvotno površino 17.800 kvadratnih milj in je imela dobro poljedelstvo (žita, itd.), ki se je izvažalo skozi pristanišče Saldae. Toda pod bizantinskim nadzorom se je provinca zmanjšala le na obalni del, z eno tretjino prvotnega območja.
V novem uspešnem mestu so zgradili kopališče, okrašeno z lepimi mozaiki: njegova obnova v 5. stoletju je imela hladilnico (frigidarij), tlakovano z velikim mozaikom, ki prikazuje rojstvo Venere. Na severozahodnem robu mesta sta bili konec 4. stoletja zgrajeni dve veliki krščanski baziliki, ponovno okrašeni s čudovitimi mozaiki in takrat je bila ustanovljena škofija. Na tem območju je bila judovska skupnost. Rimljani so v Sitifisu zgradili cirkus, za katerega fotografije iz zraka kažejo, da je preživel skoraj nedotaknjen do 20. stoletja; danes je viden le majhen del ukrivljenega konca; preostanek je bil uničen ali prezidan. V 5. stoletju ga je prizadel silovit potres.
Regija Sétif je bila ena od žitnic starega Rima: Caput Saltus Horreorum (danes Aïn-Zada) je bil njen sedež.
Mesto ima ohranjene ostanke iz 2. in 4. stoletja: obzidje, tempelj, cirkus, mavzolej, znan kot Scipionov itd. Izdelek arheoloških izkopavanj je ohranjen in razstavljen v mestnem Arheološkem muzeju, različne stele v vrtu Abd el-Kader. Povezati ga je z najdiščem Cuicul (Djémila).

#### Škofija
Mesto je bilo oporišče škofije. Avguštin iz Hipona, ki je bil v pogostih odnosih s Sitifisom, pripoveduje, da je imela škofija v njegovem času samostan in škofovsko šolo. Tam je bilo najdenih več krščanskih napisov, eden od 452, ki omenja relikvije svetega Lovrenca, drugi imenuje dva Sitifisova mučenca, Justa in Dekurija.

#### Vandalska doba
Pred padcem Zahodnega rimskega cesarstva leta 476 so germanski Vandali, ki jih je vodil njihov kralj Gajserik (427-477), leta 429 prešli iz Španije v Afriko na zahtevo rimskega guvernerja Bonifacija, ki se je upiral proti cesarju Valentinijanu III.. Pot Vandalov v Afriki, od Tingija (Tanger) do Kartagine, je potekala skozi Setifis, ki je bil verjetno dosežen leta 430. Bonifacij je bil poražen, Gajserik pa je leta 439 ustanovil sedež svojega kraljestva v Kartagini, zaradi česar ga je cesar priznal za gospodarja rimske Afrike.
Pod Vandali je bilo glavno mesto okrožja, imenovanega Zaba.

#### Bizantinska doba
Leta 531 je kralja Vandalov Hilderika strmoglavil uzurpator Gelimer, kar je rimskemu cesarju Justinijanu, ki si je želel obnoviti Rimsko cesarstvo, dalo izgovor za intervencijo. Po odhodu iz Bizanca (sodobni Carigrad) je general Belizar izkoristil upore v Tripolitaniji in Mavrih, kar mu je omogočilo zavzetje Kartagine (533) in nato samega Gelimerja (534).
Bizantinci so v Sitifisu našli malo prebivalcev zaradi vandalskih plenilcev. Leta 539 je Sitifis ponovno postal glavno mesto bizantinske 'rimske' province Mauritania Sitifensis. Takrat je Salomon zgradil bizantinsko trdnjavsko obzidje, katerega zahodno in južno obzidje sta še vedno vidni.

### Islamsko obdobje
Leta 647 našega štetja (27. leto hidžre) se je zgodila prva muslimanska odprava v Afriko. Do leta 700 našega štetja je bilo območje osvojeno in spremenjeno v islam. O zgodnjem islamskem mestu vemo le malo, toda do 10. stoletja je bilo območje zunaj trdnjave ponovno polno hiš: na mestu rimskih term so jih izkopali več kot dvanajst, z velikimi dvorišči, obdanimi z dolgimi, tankimi, sobami.
Sétif po geografu in zgodovinarju Al-Bakriju:

»Mesto Sétif je oddaljeno dva dni od El-Mecile (...) prispemo v Sétif, veliko in pomembno mesto, katerega izvor sega v starodavne čase. Zid, ki ga je obdajal, so uničili Ketame, privrženci Abu Abd'Allaha ash-Shi'ija, ker so jim ga Arabci vzeli in jih prisilili, da plačajo desetino vsakič, ko so hoteli vstopiti vanj. Zdaj brez obzidja, vendar je kljub temu dobro poseljeno in zelo cvetoče. Bazarjev je veliko in vseh dobrin je veliko, Sétif je deset dni od Kairouana, deset dni od Gazroune in en dan od Tanaguelalta, ki je v soseščini od Mila«.
Mesto so zaporedoma upravljale muslimanske rodbine, ki so vladale Severni Afriki: Omajadi, Abasidi, Aglabidi, Fatimidi, Ziridi, Almohadi, Hafsidi, Osmani. Po zgodovinarju Al-Yaqubiju v Kitab al-Buldanu, ki ga je prevzel A.Duri, se je del Arabcev Banu Assad ibn Khuzaima, imenovan Banu Usluja, ki izvira iz Iraka, naselil v Sétifu v času Aghlabidov z ne-Arabci (perzijsko abna) iz Horasana.
Leta 903, po smrti aglabidskega emirja Ibrahima II. iz Ifriqije, je Sétif za kratek čas služil kot sedež njegovega sina Mohameda. Mohamed je nameraval voditi vojaški pohod proti ismailskemu voditelju Abu Abdallahu al-Shi'iju, ki je pridobil privržence med Kutama Berberi, vendar ga je prekinil, preden so se začele bitke, ker je bil njegov brat Abdallah umorjen. Z namenom, da zasede prestol, je Mohamed zapustil Sétif in odšel v glavno mesto Tunis, vendar je bil aretiran v Baghayi; nato ga je usmrtil novi emir, Ziyadat Allah III., skupaj z vsemi Ziyadat Allahovimi brati in strici, avgusta 903.
Ta notranji boj za oblast je omogočil Abu Abdallahu al-Shi'iju, da je šel v ofenzivo in zavzel Sétif iz rok Aghlabidov. Močno utrjeno mesto je poskušal že dvakrat oblegati, a neuspešno. Vendar pa je verjetno oktobra ali novembra leta 904, po smrti arabskega vladarja mesta, Berber iz plemena Lahisa predal mesto Abu Abdallahu, ki je nato porušil del utrdb, da bi preprečil, da bi jih uporabili proti njemu in njegovim zaveznikom iz Kutame. Nato je ismailski imam Abdallah al-Mahdi Billah (ki je pozneje ustanovil Fatimidski kalifat) verjetno opogumljen zaradi vojaškega uspeha Abu Abdallaha zapustil Egipt in odšel v Magreb.
Po osvojitvi Kaira so Fatimidi prepustili Tunizijo in dele vzhodne Alžirije lokalnim Ziridom (972–1148).
V Sétifu je potekala bitka pri Sétifu med hilalskimi Arabci in Almohadskimi Berberi, ki je privedla do zmage Almohadov.
Ostanke tega arabsko-muslimanskega obdobja so odkrili v zgodnjih 1980-ih. Po besedah Khelife Abderrahmane so rezultati teh izkopavanj zelo zanimivi: »Mesto ni bilo popolnoma zapuščeno in ostanki kopališča so služili kot občasno zatočišče za ljudi in živino. Razvoj muslimanskega mesta naj bi potekal najprej proti severu bizantinske trdnjave«.
To izkopavanje je pokazalo, da so bile prve islamske hiše zgrajene s ponovno uporabljenimi kletmi, ki so bile na notranji strani ojačene s kamenčki, povezanimi s čerpičem. Datiranje z ogljikom 14 se nanaša na obdobje med letoma 655 in 970. Izkopavanje je razkrilo devet stavb, ki so bile datirane med letoma 810 (med aglabidskim obdobjem) in 974 (med Fatimidskim kalifatom). V tretjem nadstropju so našli kovanec fatimidskega kalifa Al Mu'izza s figurativno keramično črepinjo. Po besedah Khelife Abderahmane je pomembno, da je bilo z izkopavanjem mogoče identificirati tipologijo habitata iz 10. in 11. stoletja za to regijo, s kosi, ki so daljši kot širši. Arabsko pleme Bani Hil'izz je bilo prvo, ki ga najdemo na tem območju.

#### Osmansko cesarstvo
V osmanskem obdobju je mesto Sétif doživelo veliko zanimanje Osmanov in doživelo opazen razvoj. V rekreacijskem parku Sétif so našli islamsko sosesko. Mesto je bilo tudi priča več velikim bitkam med tuniškimi begi in Constantinom.
Ugotovili so, da je v mestu Sétif več osmanskih spomenikov, vključno z nekaterimi znamenitostmi v regiji in mošejo Al-Atiq, ki je v središču mesta, ter mošejo Abu Zer Al-Ghafari, ki je v mestu. Obe mošeji segata v osmansko dobo in, zlasti njuni minareti, še danes pričajo o briljantnosti islamske umetnosti.
Sredi 11. stoletja se je ta razvoj nenadoma ustavil in okoli mesta je bilo zgrajeno obrambno obzidje. Nič več ni znanega o Sétifu, dokler ruševine mesta ni uporabila francoska vojska, ki je leta 1848 na tem mestu zgradila lastno trdnjavo, pri čemer je uporabila linijo srednjeveškega mestnega obzidja in bizantinske trdnjave.

### Francoska doba
Leta 1838 je mesto zavzela kolona francoske kolonialne vojske v okviru operacij za zavzetje Constantina. Okupacija je bila sprva vojaška, a so se v mesto kmalu zgrnili civilisti (delavci). Prvi urbanistični načrt mesta je bil pripravljen z odlokom leta 1843 in je leta 1846 nastal evropsko mesto. Naslednje leto, 11. februarja 1847, je bilo s kraljevim odlokom ustanovljeno evropsko mesto z dotacijo 2509 hektarjev zemljišča. Od leta 1850 je mesto postalo središče kolonialne poselitve, ki ga je privlačil kmetijski potencial regije.
Kolonizacija se je razvila predvsem v času drugega cesarstva in je poudarila urbano strukturiranje sedanjega mestnega središča. O gradnji postaje Sétif na progi Alžir-Constantine je leta 1877 odločil mestni svet.
Leta 1926 je mesto začelo program socialnih stanovanj za Alžirce.

#### Masaker v Sétifu (1945)
8. maja 1945, na dan uradnega konca druge svetovne vojne v Evropi, je bil Sétif izhodišče za vrsto nacionalističnih nemirov, ki so jih francoske kolonialne oblasti krvavo zadušile. Demonstracije in eksplozija nasilja, ki jih je spremljala, izvirajo iz nacionalističnega vstajniškega projekta, katerega cilj je bil ustvariti 'osvobojeno območje' z začasno vlado, ki jo vodi Messali Hadž. Toda te načrte so morali opustiti po Messalijevem neuspelem poskusu pobega iz hišnega pripora in njegovi premestitvi v Brazzaville. Nemiri v Sétifu, pogosto predstavljeni kot posledica ljudske jeze, ki jo je povzročila smrt zastavonoše Bouzida Saâla, so bili v resnici »pravi oboroženi upor, ki je pustil 23 mrtvih in 80 ranjenih Evropejcev, ocene alžirskih žrtev pa se zelo razlikujejo od 2000 do 40.000.
Novica o nemiru se je hitro razširila po vsej regiji. Demonstracije borcev za neodvisnost v Sétifu se spremenijo v nasilno vstajo. Upor se je razširil v sosednja mesta. Represija, ki je sledila, je bila nesorazmerna in izjemno brutalna, saj je bilo ubitih na tisoče demonstrantov. To represijo sta izvajali vojska in civilne milice. 3700 mož je bilo razporejenih v pododdelek Sétif (enakovredno dvema francoskima departmajema). Guverner Chataigneau je razglasil obsedno stanje. Generalu Henriju Martinu, poveljniku vojske v severni Afriki, je dal vsa pooblastila, da povrne izredni red.
Francija je sporočila 103 mrtve Evropejce in 110 ranjenih (84 ubitih, vključno s 13 ženskami prvi dan nemirov v Sétifu in njegovi okolici); med 600 in 1500 Alžircev je bilo ubitih ali ranjenih. 400 ubitih in 250 ranjenih vojakov, 200 v letalstvu in približno deset mornarice, bilo pa je tudi 2000 do 3000 muslimanskih mrtvih kot posledica reakcije civilistov, ki so od začetka nemirov organizirali v samoobrambne milice. Uradno je alžirska vlada naštela 45.000 žrtev, številko, ki jo je poleti 1945 predstavila Alžirska ljudska stranka (PPA). Leta 2015 so francoski zgodovinarji François Cochet, Maurice Faivre, Guy Pervillé in Roger Vétillard, ki so pregledali nedavne raziskave ducata francoskih zgodovinarjev, ocenili število alžirskih žrtev na med 3000 in 8000 mrtvih.

#### Alžirska vojna (1954–1962)
Dogodke v Sétifu med alžirsko vojno so zaznamovali politični in družbeni nemiri, pa tudi nasilna dejanja in odpor proti francoski kolonialni vladi. Konflikt, ki se je začel leta 1945, se je nadaljeval več let, obe strani pa sta izvajali sabotaže, gverilsko vojskovanje in oborožene napade. Med izbruhom revolucije so mesto zaznamovali naslednji dogodki:
- Operacija komandosa proti policistu Bentonu leta 1956,
- Odstranitev brigadirja Ferranda leta 1957,
- Odprava dr. Kanabe, člana organizacije 'roka', leta 1958,
- Spopad na železniški postaji v okrožju Tlidjan leta 1960,
- Izpustitev obsojenih na smrt leta 1961,
- Bitka na mestni tržnici leta 1962. Mesto Sétif je ponudilo veliko mučencev, vključno z: Bouchareb Roumila / Harchi Masaouda / Zarrougui Kheira / Sebti Naima / Narwal Zouina / ... / Mohammed Kerouani / Sheikh El Aifa ...

Dogodki v Sétifu med vojno odražajo širši boj za neodvisnost in samoodločbo, ki je potekal v mestu in po vsej državi.
Sčasoma se je vojna končala z osamosvojitvijo Alžirije od Francije leta 1962. Dogodki v Sétifu med alžirsko vojno ostajajo občutljivo in kontroverzno vprašanje v sodobni zgodovini države.

## Geografija
Sétif je glavno mesto province Sétif in ima po popisu leta 2008 288.461 prebivalcev. Je v severovzhodni Alžiriji, 270 kilometrov vzhodno od Alžira, 131 km zahodno od Constantina, v regiji Hauts Plateaux v južni Mali Kabiliji. Mesto je 1096 m nad morsko gladino, zaradi česar je druga najvišja prestolnica province v Alžiriji. Mesto Sétif je v osrednjem delu vilaja, na severu meji na občino Ouricia, na vzhodu na občino Ouled Saber, na zahodu na občini Mezloug in Ain Arnet ter na jugu s strani občine Guedjel.

### Topografija
Za naravno strukturo Sétifa je značilna nehomogenost zaradi lege med dvema različnima regijama; Telski Atlas na severu in gorovje Aurès na jugu, z nižino v sredini. Posledica te raznolikosti je mesto s širokim in dvignjenim terenom. Mesto ima tudi edinstven geografski položaj, ki ločuje Telski Atlas na severu in puščavsko verigo na jugu. Zaradi te kombinacije raznolikih pokrajin in geografskih značilnosti je mesto Sétif edinstveno in privlačno mesto za življenje in obisk.

### Hidrografija
Za hidrografijo Sétifa so značilni vadiji ali suhe struge, ki imajo neenakomeren tok zaradi podnebnih podatkov in vzorcev padavin. Glavni vodni poti sta Boussalem in El Kébir wadis.
Hidrografija Sétifa igra ključno vlogo pri upravljanju in razpoložljivosti vode v mestu. Nepredvidljiv tok vadijev lahko oteži dostop do vodnih virov, hkrati pa zagotavljajo vir vode za mesto in okoliška kmetijska zemljišča. Učinkovito upravljanje in ohranjanje teh virov je nujno za trajnostni razvoj v regiji.

### Geologija in relief
Geologijo Sétifa opredeljuje njegova lega na visokih planotah regije Mali Kabylie v severovzhodni Alžiriji. Mesto leži na sedimentnih kamninah, sestavljenih predvsem iz peščenjakov, laporjev in apnencev. Te skalne formacije so bogate z mineralnimi viri, vključno z železom, svincem in cinkom, ki so imeli pomembno vlogo pri gospodarskem razvoju regije. Za geologijo območja je značilna tudi visoka nadmorska višina, ki zagotavlja hladnejše podnebje in osupljive razglede na okoliške gore in doline. Geologija in relief Sétifa skupaj ustvarjata edinstveno okolje, ki ga ločuje od drugih mest v regiji. Raznolika in razgibana pokrajina zagotavlja bogato in zanimivo okolje z značilnostmi, kot so visoke pečine, griči in rodovitne doline, ki prispevajo k značaju regije.
Mesto leži v regiji, za katero je značilna velika pestrost geoloških tvorb, bodisi po starosti, naravi ali pripadnosti geološkim enotam. To kaže geološka karta mesta, kjer so tri glavne skupine:
- Formacije iz obdobja Rbai, ki so razdeljene na tri vrste: 
  - sodobne formacije: predstavljajo Tmai, granit in apnenec, ki so v bližini glavnih strug, kjer je erozija še vedno aktivna, in te usedline tvorijo skupino območij predvsem po dolini Boslam.
  - Nedefinirane formacije: nastanejo iz nanosov Tmai in granita na pobočjih ter tvorijo obdelovalno zemljo za kmetijstvo, ki se razprostira vzdolž glavnih strug v krožni obliki. Včasih tvorijo skupino majhnih planot, med katerimi je najpomembnejša planota Fermatou.
  - Starodavne formacije: predstavljajo gline iz morja Bechar in bokov formacije Philakron, s posebnostjo, ki jo razlikuje po vzpetini visoke planote Setifian.
- Formacije terciarne dobe: 
  - paleocenske formacije: predstavljajo pesek, tmajski apnenec in glino. Je v obliki širokega pasu na vzhodni strani, ki se proti zahodu zoži z nekaterimi severnimi in južnimi kraki. Te formacije tvorijo temelje, na katerih se nahaja mesto Setif.
- Formacije paleozojske dobe: 
  - Formacije perma in lotija: predstavljajo belo glino z razpokami črnega kremena. So na ozkih območjih severno od mesta.
  - Kambrijske in mastrichtske formacije: predstavlja belo glino z drobci peščenjaka in črnega skrilavca. Nahajajo se na omejenih območjih v vzhodnem delu mesta.

Ta geografska raznolikost odraža zgodovinsko, kulturno in gospodarsko bogastvo mesta Sétif in okolice, zaradi česar je edinstvena destinacija za geološki turizem.

### Podnebje
Pri določanju podnebja Sétifa je vključenih veliko dejavnikov, ki so: ocenjena nadmorska višina 1100 m, oddaljenost 50 km od Sredozemskega morja, njegova lega na vzhodnem Hauts Plateaux in dejstvo, da je seveda obdan z gorami; kombinacija teh dejavnikov pomeni, da ima Sétif polsušno podnebje (Köppen-Geigerjeva podnebna klasifikacija BSk), poletja so vroča in suha, zime pa hladne in deževne.
Zaradi lege v visokogorju ima eno najhladnejših zim v Alžiriji, kjer pogosto pade do 40 cm snega na leto. Regija beleži precejšnje količine padavin pozimi. Hudourniške poplave so redke, vendar so se pred kratkim zgodile spomladi in jeseni. Poletje je razmeroma vroče, kjer so okoli julija in avgusta pogosti ekstremni vročinski valovi, ko lahko temperature včasih presežejo 40 °C.

### Vegetacija
Za vegetacijsko pokritost Sétifa je značilen nizek odstotek minimalnega ekološkega ravnovesja, ocenjen na 25 % celotne površine vilaja. Gozdovi predstavljajo pomemben del vegetacije, ki predstavlja 66,15 % celotne površine, vključno z 62.750 hektarjev naravnih gozdov in 39.144 hektarjev zasajenih gozdov, ki predstavljajo 41,38 % celotne pokritosti z drevesi. Nizka pokritost z rastlinjem v mestu Sétif je zaskrbljujoča, saj lahko povzroči erozijo tal, zmanjšano kakovost zraka in zmanjšano biotsko raznovrstnost. Po drugi strani pa visok odstotek gozdnatega območja znotraj vilaja zagotavlja pomembne ekološke koristi, vključno z zadrževanjem ogljika, habitatom prostoživečih živali in možnostmi za rekreacijo. Za mesto je ključnega pomena, da obravnava nizko pokritost z vegetacijo in si prizadeva za izboljšanje ravnovesja med urbanizacijo in ohranjanjem naravnega okolja.

## Mestna pokrajina

### Urbanizem in arhitektura
Sétif je med letoma 1930 in 1962 doživel znatno rast moderne arhitekture, ki je odražala urbanistično dinamiko mesta in nanjo vplivali različni dejavniki, kot so finančni ukrepi, tehnološki procesi ter delo arhitektov in izvajalcev. Uvedba armiranega betona je bila katalizator za razvoj sodobne arhitekture v mestu, pri čemer je bila oblikovalska agencija François Hennebique ključna pri omogočanju uporabe materiala v različnih arhitekturnih delih, kot so žitni silosi, banke in mestne hiše. Kolonialna država je bila vključena v programe socialnih stanovanj od začetka 20. stoletja, z ustvarjanjem primestnih stanovanjskih četrti, vrtnih mest in stanovanjskih shem za delavce. Mestno središče Sétifa je bilo dvakrat reinvestirano, pri čemer je bila sodobna arhitektura promovirana v 1930-ih z javnim delovanjem, po 2. svetovni vojni pa s strani imetnikov kmetijskega kapitala, ki so utrdili najboljše lokacije in oblikovali visoke stavbe z armiranobetonskimi konstrukcijami. Nova moderna urbana soseska, Pines, ki je na južni meji javne bolnišnice, je bila zelo cenjena zaradi svoje arhitekture in sodobne opreme. Arhitektura v Pines je bila utilitaristična, osredotočena na funkcionalnost in odsotnost okraskov, medtem ko je bilo v okrožju Bouaroua, ki je na vzhodnem koncu mesta, podobno stanje. Nekatere stavbe v Sétifu so pokazale vrnitev v preteklost z arabističnim slogom, ki se opira na islamsko arhitekturo, in ta vrnitev je veljala bolj za situacionističen pristop kot doktrino. Sétif je bil testni poligon za moderno gibanje z uporabo in eksperimentiranjem sodobne arhitekture in gradbenih tehnik ter mešanico tradicionalnih in modernih elementov, ki so bili vključeni v mestni arhitekturni jezik.

### Okolje
Sétif, ki je od 80. let znan kot »najčistejše mesto v Alžiriji«, še vedno slovi po svojem lepem videzu in zdravem okolju. Občina Sétif ima s svojim ogromnim proračunom sredstva za vzdrževanje čistih in dobro vzdrževanih ulic in avenij. Danes je Sétif še vedno priljubljena destinacija za tiste, ki želijo uživati v svežem zraku in privlačni javni razsvetljavi. Središče mesta, avtobusna postaja in glavne ulice so urejene in privlačne za obiskovalce. Sétif kljub nekaterim izzivom ostaja predan ohranjanju svoje podobe čistega in privlačnega mesta, v katerem je prijetno živeti. Mestni parki in zelene površine so dobro vzdrževani in omogočajo miren pobeg od vrveža vsakdanjega življenja. Guverner mesta Sétif je pred kratkim izrazil svojo zavezanost izboljšanju podobe mesta in je sprejel ukrepe za sodelovanje z lokalnimi oblastmi in Ministrstvom za okolje pri reševanju vseh vprašanj, povezanih s čistočo in javnim zdravjem. Z nadaljnjimi prizadevanji lahko Sétif ostane živahno mesto, v katerem lahko tako prebivalci kot obiskovalci uspevajo in uživajo številne prednosti.
Leta 2018 so bile emisije ogljikovega dioksida na prebivalca v mestu Sétif 1,84 tone na leto, medtem ko so bile v provinci Sétif emisije na prebivalca 1,93 tone na leto. Za primerjavo, emisije ogljikovega dioksida na prebivalca v Alžiriji so bile 1,77 tone na leto.
Te številke kažejo, da je ogljični odtis mesta in province Sétif precej višji v primerjavi z nacionalnim povprečjem, kar bi lahko prispevalo k večji degradaciji okolja v regiji. Oblasti in lokalne skupnosti sprejemajo ukrepe za zmanjšanje teh emisij in spodbujanje trajnostnih praks, ki lahko pomagajo ublažiti vplive podnebnih sprememb.

## Demografija
Po podatkih iz leta 2008 je Sétif štel 288.461 prebivalcev, kar ga je uvrščalo na osmo največje mesto v državi. Prebivalstvo je ocenjeno na 410.000 do leta 2015. Mesto služi kot glavno mesto druge najbolj naseljene vilaje v Alžiriji in je v preteklih letih doživelo znatno rast.
Prebivalstvo Setifa je razmeroma mlado, s povprečno starostjo 25,9 let. Ženske predstavljajo 49,6 % prebivalstva, moški pa 50,4 %. Kljub dejstvu, da je mesto v zadnjih letih doživelo hitro rast, mu je uspelo ohraniti svojo edinstveno kulturno identiteto in še naprej privablja ljudi iz vse države.
Prebivalstvo občine vztrajno narašča, zlasti v glavnem središču Sétifa in urbanih središčih, ki ga obkrožajo z vseh strani v občini. Gre za prebivalstvo različnih socialnih ravni in različnih okolij, razpršeno po občinskem ozemlju z izrazitejšo koncentracijo v mestnem jedru, ki zaradi vsestranskega širjenja osvaja nova ozemlja ali zajame stara središča.

## Znamenitosti
Vodnjak Ain El Fouara je eden najpomembnejših zgodovinskih spomenikov v mestu Sétif. V času francoskega kolonializma leta 1899 so ga preselili v mesto Sétif in postavili v osrčje starega mesta sredi treh verskih spomenikov, stare mošeje, judovskega templja in cerkve, sredi Trga neodvisnosti. Ta fontana predstavlja ogromno skulpturo, ki jo je ustvaril francoski kipar Francis de Saint-Vidal, zgodbe o resnični zgodovini gradnje tega spomenika pa so bile različne. Nihče ni prepričan, da pozna zgodovino Ain El Fouara, niti zgodbo ženske, ki je upodobljena na kipu. Na ogled je bil v francoskem muzeju Louvre, preden so ga prenesli v Sétif leta 1898 je bil ta kip 3. novembra 1999 uvrščen med nacionalno dediščino.
Bizantinska citadela Sétif je v veliki meri ohranjeno izklesano kamnito obzidje, ki je obdajalo bizantinsko trdnjavo, zgrajeno v prvi polovici 6. stoletja, okoli leta 540 našega štetja. Zgradil jo je general Salomon z namenom, da zavaruje bizantinski tabor pred nenadnimi napadi. Po islamski osvojitvi mesta Sétif je bila citadela uporabljena za različne namene, vključno s skladiščem žita in kot hlevi za živali. V francoskem kolonialnem obdobju je citadela ponovno dobila prvotno funkcijo obrambne strukture, v njej pa so zgradili vojašnico in bolnišnico. Citadela je zgrajena iz masivnih blokov rezanega kamna, debelih 2,5 metra, pravokotne oblike.
Park Mall Setif je nakupovalno središče, ki je odprto od februarja 2016. Velika stavba ob Avenue de l'ALN, med sedežem Wilaya na vzhodu in zabaviščnim parkom na zahodu, vključuje 5-nadstropni nakupovalni center, največji v Alžiriji, poslovni center, hotel in večnamenska dvorana Dome.
Zabaviščni park Setif je prostor za prosti čas in turizem v središču mesta. Znotraj nje najdemo Zoološki park, kjer živi okrog trideset vrst: tigri, levi, hijene, kamele.
Umetnost izdelovanja nakita je ena najstarejših tradicionalnih ročnih obrti v Sétifu, ki temelji predvsem na zlatih in srebrnih ploščah za izdelavo predmetov, kot so Esskhab, El-Mhezma, El-Mekkies, El-Djerrar, El-Khelkhal itd. ...
Mesto Sétif je pridobilo muzejsko tradicijo, ki sega v konec 19. stoletja s prvim lapidarijem na nekdanjem vrtu Orléans leta 1896 (danes vrt emirja Abdelkaderja), takrat je bil prostor za razstave umetniških del na srednji šoli Albertini leta 1932 (zdaj srednja šola Kerouani), nato je bila od leta 1965 dana na razpolago ministrstvu za kulturo in turizem za začasno namestitev muzeja stara palača Wilaya, nov muzej je bil slovesno odprt 30. aprila 1985.

## Dediščina
Mesto skriva arheološko dediščino, zaradi katere so službe UNESCO-a svetovale postavitev arheološkega parka s turističnimi in kulturnimi nameni. Vendar še danes ni vpisana na seznam svetovne dediščine. Eden od simboličnih spomenikov mesta je stara mošeja (El Masdjid el Atik) in vodnjak Ain El Fouara.